# Palmares (Siedlung)

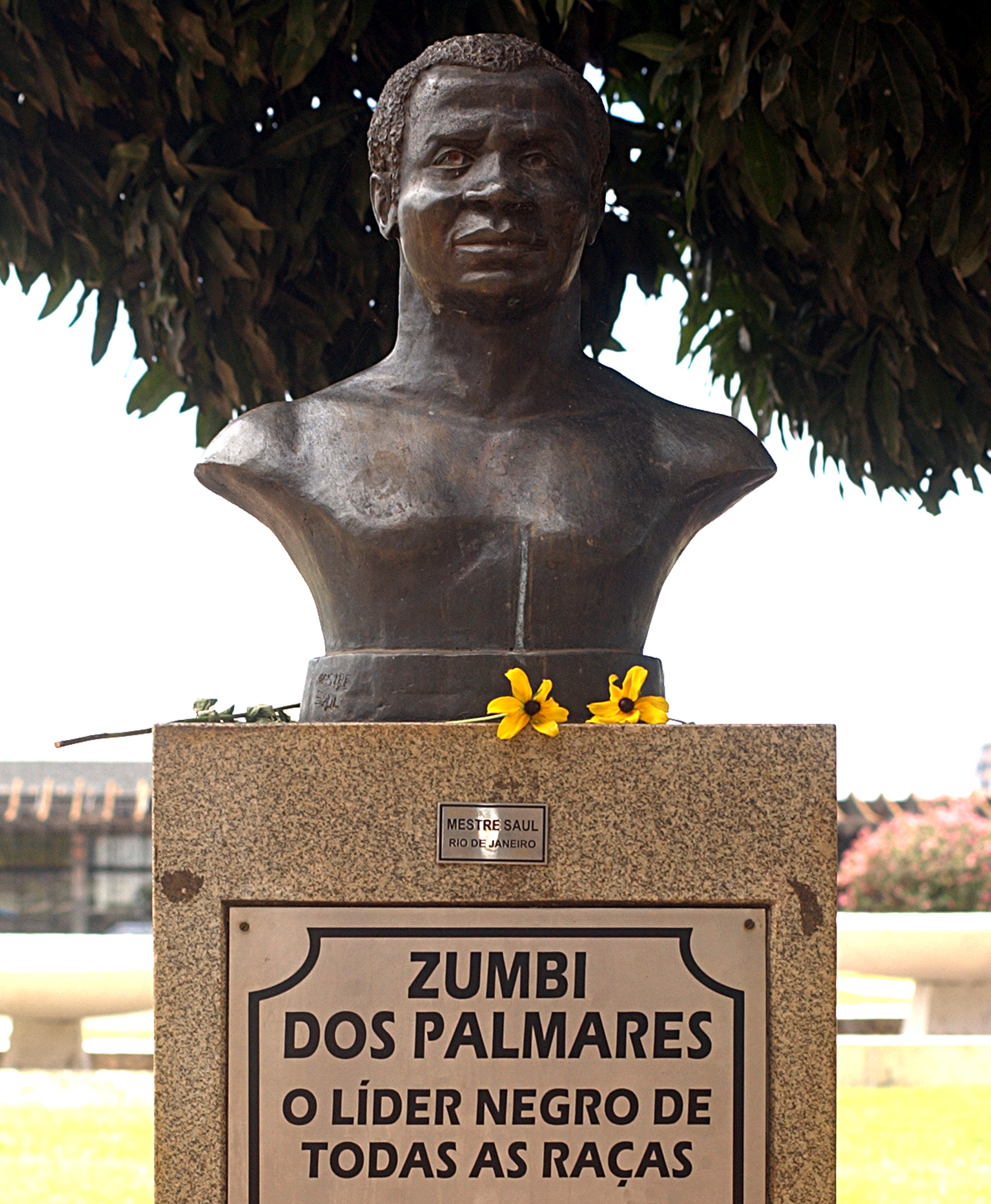
Büste Zumbis in Brasília

Palmares war ein „Quilombo“, eine Siedlung entflohener und freigeborener afrikanischer Sklaven, gegründet um 1630 in den Hügeln von Serra da Barriga im Staat Alagoas im Nordosten Brasiliens. Der afrikanische Name war vermutlich Angola Janga, Klein-Angola. Palmares war eine unabhängige, sich selbst versorgende Republik. Um 1670 bestand es aus zehn Siedlungen mit ca. 20.000 Bewohnern, entkommenen Sklaven und deren Nachkommen, aber auch einheimischen Indigenen. Die Bevölkerung stieg schließlich auf über 30.000 freie afrikanische Männer, Frauen und Kinder an. Der erste Anführer von Palmares war Ganga Zumba, ein ehemaliger Sklave, der von einer Zuckerrohr-Plantage geflüchtet war. 
Palmares setzte sich erfolgreich gegen mehrere militärische Angriffe der holländischen und portugiesischen Kolonialregierungen zur Wehr, deren Ziel die Zerstörung der Siedlung war. Die Maroons waren entschlossene Kämpfer, die zwischen 1654 und 1678 über zwanzig derartiger Angriffe abwehrten.
1655 wurde in Palmares ein Mann geboren, der später als „Zumbi“ bekannt wurde. Er wurde als kleines Kind von den Portugiesen gefangen genommen und versklavt, konnte aber 1670 flüchten. Unter seiner Leitung begannen die Bewohner von Palmares zurückzuschlagen. Sie überfielen Plantagen und Dörfer der Portugiesen und befreiten die dort eingesetzten Sklaven. Schließlich löste Zumbi Ganga Zumba als Anführer der Siedlung ab.
1694 setzten die Portugiesen zum entscheidenden Schlag gegen Palmares an, wobei sie von drei Seiten zugleich angriffen. Die Siedlung wurde zerstört, die überlebenden Bewohner wurden erneut versklavt, sofern sie nicht flüchten konnten. Zumbi gelang zunächst die Flucht, doch er wurde verraten und am 20. November 1695 hingerichtet.
Ausgrabungen in Serra da Barriga wiesen eine überwiegend afrikanische Sachkultur mit indigenen und europäischen Elementen nach. Heute ist Serra da Barriga ein Nationaldenkmal.